# Дъщеря на времето
Дъщеря на времето (на английски: The Daughter of Time) е роман на шотландската писателка Джоузефин Тей. Романът е издаден през 1951 г. от британското издателство „Peter Davies“. Името на романа се основава на латинската сентенция Veritas temporis filia – „Истината е дъщеря на времето“.

## Сюжет
Внимание:  Текстът по-долу разкрива сюжета на произведението (или части от него)!
Инспекторът от Скотланд Ярд – Алън Грант, скучае, докато е прикован на легло в болница със счупен крак. Неговата приятелка Марта Халард му носи няколко снимки на исторически личности, за да провокира интереса на Грант и да го подтикне към разрешаване на неразкрити исторически мистерии.
Инспекторът е силно заинтригуван от портрета на английския крал Ричард III (1483 – 1485). Грант се гордее, че е в състояние да направи изводи за характера на човек от външния му вид, и кралят му прилича на почтен и мъдър човек. В същото това време, под влияние на наученото в училище и наложеното мнение за него, всички са убедени, че Ричард ІІІ е жесток убиец.
Инспекторът се заема с разследване на средновековна загадка отпреди 400 години: дали Ричард III е заповядал да убият племенниците му Едуард и Ричард, затворени в лондонския Тауър.
С помощта на свои приятели и познати, Грант започва сериозно изследване на живота на Ричард и на неговите племенници, като излага своите теории пред лекуващите го лекари и медицински сестри. Инспекторът прекарва седмици наред, размишлявайки върху историческите хроники и документи от времето на царуването на Ричард ІІІ.
В това „разследване“ му помага и Брент Карадайн, симпатичен млад американски изследовател в Британския музей, който успява да издири ценни исторически документи, отнасящи се до случай с изчезването (убийството) на младите принциве.
Използвайки логиката си на детектив, инспектор Грант достига до категоричното заключение, че крал Ричард е напълно невинен за смъртта на принцовете и е очернен несправедливо след смъртта си, а вина за изчезването им носи следващия английски крал Хенри VII (1485 – 1509).

## Литературни награди
- 1969: Голяма награда за полицейски роман (Grand prix de littérature policière).
- 1990: Най-добър криминален роман на всички времена от Асоциацията на криминалните писатели (Crime Writers' Association).

## Издание на български език
На български език романът е издаден за първи път през 1997 г. от издателство „Еднорог“, ISBN:	954-9745-хх-2, с меки корици, 176 с. Преводът е на Боряна Джанабетска, художник на корицата е Христо Хаджитанев.